# John McAlpine
John McAlpine (* 1947 in Rawene, Neuseeland) ist ein neuseeländischer klassischer Pianist und Komponist, der vor allem als Interpret Neuer Musik hervorgetreten ist. 

## Werdegang
McAlpine studierte an der University of Canterbury Naturwissenschaften und von 1969 bis 1972 an der Victoria University Musik bei Diny Schramm und Barry Margan. 1973 zog er nach Deutschland, um an der Musikhochschule Köln Klavier bei Aloys Kontarsky und Wilhelm Hecker zu studieren. Als Pianist konzertierte er in Neuseeland, USA und zahlreichen Ländern Europas und war an Rundfunkproduktionen und Tonträgeraufnahmen mit zeitgenössischer Musik beteiligt. McAlpine ist auf Alben mit Werken von John Cage, Walter Zimmermann, Chris Newman, Maria de Alvear, Jürg Frey, Makiko Nishikaze und Tom Johnson zu hören. Komponisten wie Chris Newman, Howard Skempton, Albrecht Zummach, Michael Pisaro, Tom Johnson, Makiko Nishikaze und Clarence Barlow haben ihm Werke gewidmet. 2005 bis 2015 war McAlpine künstlerischer Leiter des Projektensemble 05, das Neue Musik unter Beteiligung von Laien aufführt.